# Ataque à estação ferroviária de Chaplyne
No dia 24 de agosto de 2022, Dia da Independência da Ucrânia, uma estação de trem localizada em Chaplyne, Oblast de Dnipropetrovsk, foi bombardeada pelas Forças Armadas da Rússia. Ao menos 25 pessoas perderam a vida no ataque, dentre as quais duas crianças de 6 e 11 anos. Outros 31 civis ficaram feridos.

## Ataque
Em 24 de agosto de 2022, a Rússia realizou um ataque aéreo a uma estação ferroviária em Chaplyne, danificando ela e algumas residências. Muitos vagões de passageiros foram destruídos, com alguns passageiros queimados vivos. Testemunhas descreveram que vários mísseis ou foguetes foram usados no ataque. O governo russo diz que não: um míssil disparado de um 9K720 Iskander foi usado, e seu alvo seriam 200 militares ucranianos.
Um projétil atingiu uma residência e soterrou uma mulher e duas crianças nos destroços. Populares foram capaz de socorrer a mulher e uma criança, mas a outra, um garoto de 11 anos, não sobreviveu ao ataque. Ao todo, 25 pessoas morreram e 31 ficaram feridas.

## Reações
Durante seu discurso na ONU, Volodymyr Zelenski, Presidente da Ucrânia, notou: "Quatro vagões de passageiros estão em chamas. No momento, ao menos 15 pessoas foram mortas e em torno de 50 feridas. Socorristas estão trabalhando. Mas, infelizmente, o número de mortos pode aumentar. É assim que vivemos todos os dias. É assim que a Rússia se preparou para esta reunião do Conselho de Segurança da ONU".